# Avui
Avui ('Vandaag') was van 1976 tot 2011 een Catalaanse krant uit Barcelona. Op 31 juli 2011 fuseerde de titel met El Punt tot het nieuwe dagblad El Punt Avui.

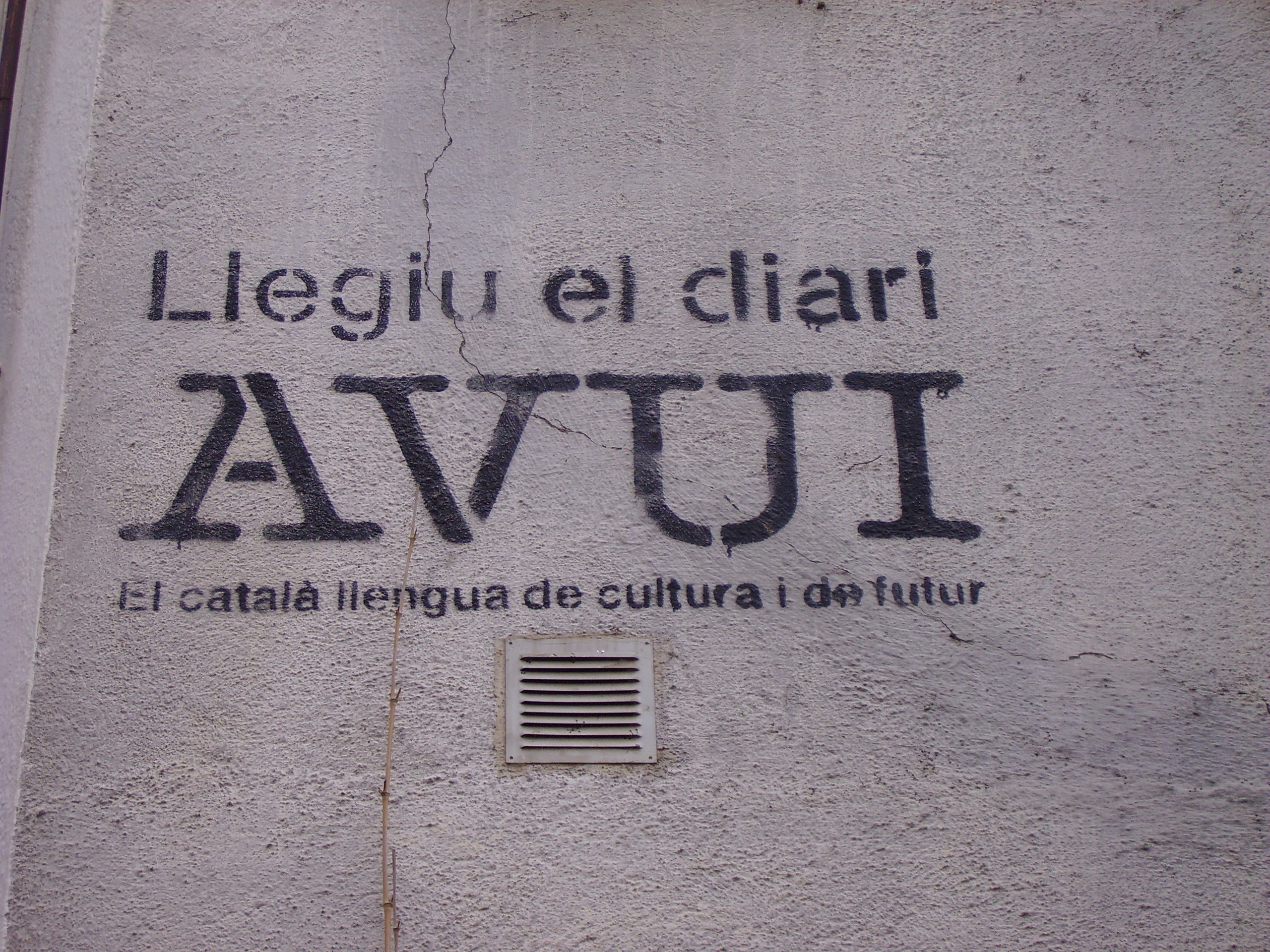
Voormalig logo van Avui

Het dagblad wordt beschouwd als een teken van de Catalaanse heropleving. Het was het eerste blad dat verscheen na het verdwijnen van de Franco-dictatuur in 1976, toen het verbod op publiceren in het Catalaans opgeheven werd. Het eerste nummer verscheen in 1976, op de symbolische datum van de feestdag van Sint-Joris, beschermheilige van Catalonië, en ook de dag van het boek. In 1995 werd Avui het eerste dagblad op het Iberisch Schiereiland met een onlineversie.
In 2002 kreeg het van de Catalaanse regering de Premi Nacional a la Projecció Social de la Llengua Catalana (Nationale prijs voor de sociale bevordering van het Catalaans) omdat het volgens de jury "gedurende 25 jaar ononderbroken een dagblad in correct Catalaans gepubliceerd heeft dat lezers van alle leeftijden met diverse interessegebieden aanspreekt en daardoor een uitermate belangrijke bijdrage tot de normalisering van de Catalaanse taal en cultuur levert".
Op 29 april 2009 kocht uitgeverij Hermes Comunicacions uit Girona, tevens uitgever van het dagblad El Punt, alle aandelen van de krant. Op 31 juli 2011 werden beide titels gefuseerd en sindsdien verschijnen ze als El Punt Avui.

## Enige bekende medewerkers
- Xavier Bosch i Sancho (1967), schrijver, journalist en directeur van de krant
- Max Cahner i Garcia (1936-2013), voorzitter van de raad van beheer, uitgever en directeur 1987 tot 13 december 1991
- Albert Manent i Segimon (1930), commentator en columnist
- Vicenç Pagès i Jordà (1936), schrijver, literair criticus
- Emili Rosales i Castellà (1968), schrijver en columnist
- Isabel-Clara Simó i Monllor (1943), schrijfster, columniste
- Ramon Solsona i Sancho (1950), commentor en columnist

Lijst van dagbladen